# François Clavier
Pour les articles homonymes, voir Clavier.
François Clavier est un acteur, metteur en scène et professeur français de théâtre né en 1953.

## Biographie
François Clavier est un comédien, élève de François Florent. Il est ensuite admis au Théâtre/École Robert Hossein de Reims puis est admis au Conservatoire National Supérieur d'Art Dramatique où il est élève d'Antoine Vitez de 1974 à 1977(référence François CLAVIER). Titulaire du D.E. et du C.A. d'enseignement de l'Art Dramatique. Titulaire d'une Licence de russe.

### Enseignement
François Clavier a enseigné au Cours Florent (1979 et 1988) à l'École du Passage de Niels Arestrup (de 1992 à 1997) à l'Université Paris III-Sorbonne Nouvelle (de 2000 à 2013) et au Conservatoire Municipal du XIII ème Arrondissement de Paris (de 2008 à 2018) ainsi qu'aux Écoles Supérieures de Théâtre de Saint Étienne (2002) de Lille (2001) de l'ESAD Paris (2011) et au Centre National des Arts du Cirque (2003/2004)

### Famille
François Clavier est marié à Coco Felgeirolles qui est aussi comédienne. Ils ont deux enfants, une fille Heidi-Eva, comédienne, et Ferdinand (référence François CLAVIER).

## Théâtre

### Comme comédien[2]
- 1972 La nuit des deux combats Argentina 1966 de Mohammed Driss mise en scène collective au Théâtre de la Cité Internationale Paris
- 1974 Antigone de Bertolt Brecht mise en scène Jean-Louis Martin-Barbaz Festival d'Avignon/Théâtre de la Cité Internationale Paris (Le messager/L'ancien)
- 1974 Haute Surveillance de Jean Genet mise en scène Coco Felgeirolles puis Jean-Louis Martin-Barbaz Festival d'Avignon/Centre Culturel de Toulouse (Yeux-verts)
- 1975 Les deux orphelines d'Adolphe d'Ennery et Ernest Cormon mise en scène Jean-Louis Martin-Barbaz au Théâtre Paris-Nord (Lafleur)
- 1976 Théâtre/Roman de Louis Aragon  mise en scène collective au Mini Théâtre Marseille (L'homme)
- 1976 Les faux bonshommes de Théodore Barillet & Ernest Capendu mise en scène Jean-Louis Martin-Barbaz au Théâtre Paris-Nord (Bassecour)
- 1977 Les Brigands de Friedrich von Schiller mise en scène Anne Delbée au Théâtre de la Ville Paris (Schweizer)
- 1977 Les Burgraves de Victor Hugo mise en scène Antoine Vitez au Théâtre de Gennevilliers (Job le maudit)
- 1978 Si jamais j'te pince d'Eugène Labiche mise en scène Jacques Rosner au Théâtre de la Commune d'Aubervilliers (Saint Gluten)
- 1978 C'était de Charles Tordjman mise en scène Jacques Kraemer au T.P.L. Thionville (Le Père)
- 1979 Le défi de Molière de Philippe Adrien mise en scène Philippe Adrien au C.D.N. de Reims (Chapelle)
- 1980 La poule d'eau de Stanislas Ignacy Witkiewicz mise en scène Philippe Adrien au Théâtre de la Commune d'Aubervilliers (Edgar)
- 1980 Le Révizor de Nicolas Gogol mise en scène Antoine Vitez au Théâtre des Quartiers d'Ivry (Khlestakov)
- 1980 Ubu Roi d'Alfred Jarry mise en scène Philippe Adrien au C.D.N. de Reims (Bougrelas)
- 1981 La Célestine de Fernando de Rojas mise en scène Jean-Claude Amyl au Petit Palais Paris (Sempronio)
- 1981 Le pain dur de Paul Claudel mise en scène de Maurice Attias au Théâtre du VIII ème Lyon (Turelure)
- 1982 Monsieur de Pourceaugnac de Molière mise en scène Philippe Adrien au Théâtre des Quartiers d'Ivry (Sbrigani)
- 1983 Don Juan et Faust de Dietrich Grabbe mise en scène d'Yvon Davis au Théâtre de Gennevilliers (Don Juan)
- 1983 Les grandes journées du Père Duchesne de Jean-Pierre Faye mise en scène Marcel Maréchal au Théâtre de la Criée Marseille (Le narrateur)
- 1984 Othello de William Shakespeare mise en scène de Christian Colin au T.E.P. Paris (Iago)
- 1984 Mariage de Witold Gombrowicz mise en scène Daniel Martin au Théâtre de Chaillot (L'ivrogne)
- 1984 Le roi Lear de William Shakespeare mise en scène Marcel Maréchal au théâtre de la Criée Marseille (Oswald)
- 1985 Les nuits et les moments de Crébillon fils et Jules Renard mise en scène Charles Tordjman au T.P.L. Thionville/MAC Créteil
- 1986 L'amante anglaise de Marguerite Duras mise en scène Charles Torjman au T.P.L. Thionville/Théâtre 71 Malakoff (Pierre Lannes)
- 1986 La Clé d'Eugène Labiche mise en scène Jacques Lassale au T.N.S. Strasbourg (Le Prince Poupoulos)
- 1988 GlenGarry Glennross de David Mamet mise en scène Marcel Maréchal au Théâtre Édouard VII Paris (Moss)
- 1989 La mort de Danton de Georg Büchner mise en scène Klaus-Michaël Grüber au Théâtre de Nanterre-Amandiers (Legendre)
- 1989 Français encore un effort.. du Marquis de Sade mise en scène Charles Tordjman au T.P.L. Thionville /Théâtre de l'Athénée Paris
- 1990 Le chant du Départ de Yvane Daoudi mise en scène Jean-Pierre Vincent au Théâtre de la Ville Paris (Philippe-André)
- 1990 Tonkin-Alger d'Eugène Duriff mise en scène Charles Tordjman Théâtre Ouvert Paris (Octave)
- 1991 Fantasio et Les caprices de Marianne d'Alfred de Musset mise en scène Jean-Pierre Vincent au Théâtre de Nanterre Amandiers (Le Prince de Mantoue / Claudio)
- 1991 La Paix d'Aristophane mise en scène Marcel Maréchal Théâtre de la Criée Marseille (Lavendange)
- 1993 Adam et Ève de Mikhaïl Boulgakov mise en scène Charles Tordjman Festival in Avignon (Daragan)
- 1993 Ubu roi d'Alferd Jarry mise en scène Hervé Lelardoux au T.N.B. Rennes (Père Ubu)
- 1993 Agésilan de Colchos de Jean de Rotrou mise en scène Philippe Berling à la MC93 Bobigny (Florisel)
- 1994 Le Tartuffe de Molière mise en scène Laurent Laffargues au C.D.N. de Bordeaux/ Théâtre 71 Malakoff (Orgon)
- 1995 Voyage au pays sonore ou l'Art de la question de Peter Handke mise en scène Jean-Claude Fall au T.G.P. Saint Denis (Le guetteur)
- 1996 Quoi de neuf sur la guerre ? Fragments de Robert Bober mise en scène Charles Tordjman[3]
- 1996 Virgilio, l'xil et la nuit sont bleus de Gérard Géla mise en scène Gérard Gélas au Théâtre du Chêne noir Avignon (Virgilio)
- 1996 La vie de Gundling de Heiner Müller mise en scène Max Dénès au C.D.N. de Reims (Le professeur/L'acteur)
- 1997 Éloge du cycle d'Alain Grasset, Gilles Costaz et Joël Jouanneau mise en scène d'Anne-Marie Lazarini, René Loyon et Gilles Bouillon au Théâtre Artistic Athévains Paris
- 1998 Saint Jeanne des abattoirs de Bertolt Brecht mise en scène Marie-Noëlle Rio au C.D.R. de Colmar (Mauler)
- 1998 L'amant de Harold Pinter mise en scène Philippe Dubos au C.D.N. de Nancy (Richard)
- 1999 Espèces d'Espaces de georges Perec mise en scène de Cécile Backès au Théâtre 71 Malakoff (Lui)
- 1999 Roméo & Juliette de William Shalkespeare mise en scène de Stuart Seide au Théâtre du Nord Lille et au théâtre de Nanterre Amandiers (Frère Laurent)
- 2000 : Lorenzaccio de  Alfred de Musset mise en scène de Jean-Pierre Vincent à la cour d'honneur du Palais des papes - Festival d'Avignon (Philippe Strozzi)
- 2001 : Oncle Vania de  Anton Pavlovitch Tchekhov mise en scène de Charles Tordjman à la La manufacture - Centre Dramatique National à Nancy (Ivan Voïnitzski -Vania)
- 2001 : Berg & Beck de  Robert Bober mise en scène de Robert Bober au Festival d'Avignon-France Culture
- 2002 : Opérette de  Witold Gombrowicz mise en scène de Christian Gangneron au Carré Sylvia Monfort à Paris (Le Prince)
- 2004 : L'Émission de télévision de  Michel Vinaver mise en scène de René Loyon au Théâtre de l'Est parisien à Paris (Pierre Delile)
- 2004 : Plus d'histoires de  Serge Valletti mise en scène de Dominique Laidet au Maison de la culture MC2 à Grenoble
- 2005 : Mon dîner avec André, de André Grégory & Wallace Shawn, traduction René Fix mise en scène de Gerold Schumann au Théâtre du Lucernaire à Paris (André Gregory)
- 2005 : L'Orage de Alexandre Ostrovski mise en scène de Paul Desveaux au Théâtre de la Ville/Théâtre des abbesses (Koulyguine)
- 2005 : Quand nous nous réveillons d'entre les morts de Henrik Ibsen mise en scène d'Alain Bézu au Théâtre des 2 rives, Rouen (Rubek)
- 2006 : L'Illusion comique de Pierre Corneille mise en scène de Alain Bézuau Théâtre des 2 rives, Rouen (Pridamant)
- 2006 : Dons, mécènes et adorateurs de Alexandre Nicolaïèvitch Ostrovski mise en scène de Bernard Sobel au Théâtre de Gennevilliers (Le Prince Douliebov)
- 2007  Cinéma de Joseph Danan mise en scène Alain Bézu au Théâtre des Deux Rives Rouen (Noé)
- 2007 : Terre océane, de Daniel Danis mise en scène de Gill Champagne au Théâtre de Quat'Sous à Montréal (mon oncle Dave)
- 2008 : Habbat Alep, de Gustave Akakpo mise en scène de Balasz Gera au Tarmac à Paris (Le père)
- 2009 : Minetti, mise en scène de Gerold Schumann au Théâtre de l'Athénée-Louis-Jouvet à Paris (Le portier)
- 2009 : Des voix sous la cendre de Zalmen Gradowski mise en scène d'Alain Timár au Théâtre des Halles, Avignon
- 2010 : Les Vagues de Virginia Woolf mise en scène de Marie-Christine Soma au Théâtre de la Colline (Louis)
- 2011 1669, Tartuffe et l'affaire Raphaël Lévy de Jacques Kraemer mise en scène Jacques Kraemer à l'Opéra/Théâtre de Metz (Orgon/Alexandre)
- 2011 : Farben de  Mathieu Berthollet mise en scène de Véronique Bellegarde au Théâtre de St Quentin en Yvelines
- 2011 : Discours de la servitude volontaire d'Étienne de La Boétie mise en scène de Stéphane Verrue au Théâtre des Halles, Avignon
- 2012 : Nietzsche, Wagner, le Ring de  Joseph Danan mise en scène de Alain Bézu au Théâtre de l'Athénée-Louis-Jouvet à Paris
- 2013 : Le Triomphe de l'amour de  Marivaux mise en scène de Galin Stoev au Théâtre Gérard Philipe à Saint Denis (Hermocrate)
- 2014 : Le Faiseur de théâtre de  Thomas Bernhard mise en scène de Julia Vidit au Théâtre de l'Athénée-Louis-Jouvet à Paris (Bruscon)
- 2015 : Kids de  Fabrice Melquiot mise en scène de Maroussa Leclerc au Anis Gras à Arcueil (Stipan)
- 2016 : Une nuit de Grenade de  François-Henri Soulié mise en scène de Jean Claude Falet au Théâtre le Pari à Tarbes (Manuel de Falla)
- 2017 : Métropole de  Vincent Farasse mise en scène de Vincent Farasse au Théâtre de la Virgule à Tourcoing (Xavier)
- 2017 : Nuit du prince de  René Fix mise en scène de Gerold Schumann au Musée national de la Renaissance à Écouen (Leonhardt Danner)
- 2017 : Une commune de  Guillaume Cayet mise en scène de Jules Audry au Théâtre de Vanves ' (Monsieur Vivien)
- 2018 Quoi de neuf sur la guerre ? de Robert Bober Mise en scène de Charles Tordjman (nouvelle version avec Quatuor à cordes) Action Culturelle Juive Nancy
- 2018 Métropole de Vincent Farasse mise en scène de Vincent Farasse Théâtre de la Reine Blanche Paris (Xavier)
- 2019 Le Cid de Pierre Corneille mise en scène Sandrine Anglade Tournée en France (Don Diègue)
- 2019 La Maladie de la famille M. mise en scène Marie Bénati Paris (Luigi)
- 2019 Variations pour des arbres et leurs soupirs de Marie-Hélène Bernard festival "Musique démesurées" Clermont-Ferrand
- 2020 Beaucoup de verre, un peu d'acier de Baptiste Dezerces mise en scène Baptiste Dezerces Lavoir Moderne Parisien/Théâtre El Duende Ivry (Morris Levy)
- 2020 Maîtres anciens de Thomas Bernhard mise en scène Gerold Schumann Grange à Dîmes Écouen (Reger)
- 2021Kabarett Berlin 1933 ("Hoppla, nous vivons") de René Fix mise en scène Gerold Schumann Grange à Dîmes Écouen (Otto Blitz)
- 2021 Le vieux roi en son exil d'Arno Geiger mise en scène Pauline Masson Théâtre Berthelot Montreuil
- 2022 Kabarett Berlin 1961 ("From Berlin with love")de René Fix mise en scène Gerold Schumann Grange à Dîmes Écouen (Werner Blitz)
- 2022 Chimène, faire entendre sa voix de Pierre Corneille & Nicolas Sacchini mise en scène Sandrine Anglade Île de France (Don Diègue)
- 2023 Les moments doux de Élise Chatauret & Thomas Pondevie mise en scène Élise Chatauret CDN Nancy (Amine, Jean-Louis, François)
- 2023 Antigone de Sophocle mise en scène Sébastien Khéroufi Théâtre du Soleil Cartoucherie de Vincennes (Créon)
- 2025 Vie et destin de Vassili Grossman mise en scène Gerold Schumann Grange à Dîmes Écouen (Mostovskoï, Grékov, Strum)
- 2025 Dans ses yeux de Marie-Pierre Cattino mise en scène Heidi-Éva Clavier Grange à Dîmes Écouen (Le père)
- 2025 et toujours ... Le Discours de la servitude volontaire d'Étienne de La Boétie mise en scène Stéphane Verrue

## Filmographie sélective

### Cinéma
- 1981 : Le Roi des cons de Claude Confortès - Inspecteur Riflard
- 1982 : Légitime Violence de Serge Leroy - Le Gay
- 1982 : Le Grand Frère de Francis Girod - Castel
- 1983 : Un chien dans un jeu de quilles de Bernard Guillou
- 1987 : Emmanuelle 5 de Walerian Borowczyk
- 1989 : La Révolution française de Robert Enrico et Richard T. Heffron - l'archevêque de Paris
- 1991 : La Neige et le Feu de Claude Pinoteau
- 1993 : Ici, là ou ailleurs de Vincent Loury - Court métrage -
- 1994 : Quand j'avais 5 ans, je m'ai tué de Jean-Claude Sussfeld
- 1999 : La Maladie de Sachs de  Michel Deville - Docteur Boulle
- 2002 : Un monde presque paisible de Michel Deville - le commissaire
- 2004 : La confiance règne de Étienne Chatiliez - le patron de l'hôtel
- 2004 : Les Revenants de Robin Campillo - Le représentant du préfet
- 2005 : Un ticket pour l'espace de Éric Lartigau - le directeur de prison
- 2009 : Le Roi de l'évasion de Alain Guiraudie - le commissaire
- 2011 : Omar m'a tuer de Roschdy Zem - l'officier
- 2011 : Un baiser papillon de Karine Silla -  le médecin
- 2012 : Scènes de Faust -Alexandre Serguièvitch Pouchkine de Stanislas Dorochenkov - Méphisto
- 2015 : Bis de Dominique Farrugia  - Eddie Barclay
- 2019 : Derrière la table vide de Vincent Farasse - le D.R.H. (court métrage)
- 2020 :  Fille du vent de Malec Demiaro - Yvan

### Télévision
- 1980 : Les Dossiers de l'écran - film : À une voix près... ou La naissance de la IIIe république d'Alexandre Astruc - Le secrétaire de Thiers
- 1994 : Maigret - Saison 3 ép. 4 : Cécile est morte de Denys de La Patellière - Le juge Mathieu
- 1996 : Florence Larrieu : Le juge est une femme - S3 E1 : La fille aînée de Pierre Boutron - Le père Germon
- 1996 : L'Amerloque, téléfilm de Jean-Claude Sussfeld - Michel
- 1998 : Madame le Proviseur - Saison 3 ép. 2 : Les intouchables de Philippe Triboit - Apôtre Jean
- 2000 : Julie Lescaut - Saison 9 ép. 1 : L'école du crime de Alain Wermus - Joël Magnin
- 2003 : Les Cordier, juge et flic - Saison 12 ép. 1 : Fausses notes de Jean-Marc Seban - Le chauffeur taxi
- 2006 : Diane, femme flic - Saison 4 ép. 2 : L'ange déchu  de Jean-Marc Seban - Le préfet
- 2006 : L'État de Grace - Saison 1 ép. 1-2-3-6 - Colonel Éric Grand-Pierre 
  - 4 épisodes : Apprivoiser  - Convaincre - Résister - Combattre de Pascal Chaumeil
- 2006 : La Crim' - S6 E8 : Room sévice de Vincent Monnet - Responsable room service
- 2006 : Alice Nevers : Le juge est une femme - S4 E2 : La loi du marché de Joyce Buñuel - Le neurologue
- 2007 : Paris, enquêtes criminelles - S1 E6 : L'ange de la mort de Bertrand Van Effenterre - Le chef de cabinet
- 2007 : Une femme d'honneur - Saison 11 ép.2 : L'ange noir de Jean-Marc Seban - Le Juge
- 2008 : La Résistance, téléfilm de Félix Olivier -  Le général de Gaulle
- 2001/2002/2007/2010 : Avocats et Associés - 5 épisodes :
  - 2010 : In nomine patris de Alexandre Pidoux - Avocat Général Kantar
  - 2007 : Un crime presque parfait de Alexandre Pidoux - Maitre Verger
  - 2002 : Meurtre par procuration de Christian Bonnet - Avocat général
  - 2002 :  Saison 5 ép. 1 : La clef sous la porte de Pascal Chaumeil - Le procureur
  - 2001 :  Saison 4 ép. 11 : Paroles de femmes  de Alexandre Pidoux - Avocat général
- 2010 : Au siècle de Maupassant : Contes et nouvelles du XIXe siècle - Saison 2 ép.5 : Le mariage de Chiffon de Jean-Daniel Verhaeghe - Le Père de Ragon
- 2013 : Lazy Company - Saison 1 - ép. 10 : Le dernier souper de Samuel Bodin - Charles De Gaulle
- 2012-2015 : Plus belle la vie - Saison 9 à 12  - Juge Autran
- 2015 : Le jour où De Gaulle de Laurent Joffrin & Laurent Portes - De Gaulle
- 2015 : Léo Mattéi - "Génération libérée" de Ludovic Colbeau-Justin - Le proviseur
- 2017 : Le jour où De Gaulle - La françafrique de Laurent Joffrin & Laurent Portes - De Gaulle
- 2019 SKAM de David Hourègue - le Grand Père de Basile

## Traduction
François Clavier a traduit du russe les pièces d'Oleg Chichkine ainsi que d'autres textes théoriques.